# The Original Kings of Comedy
The Original Kings of Comedy è un documentario del 2000, diretto da Spike Lee.
Si tratta di uno spettacolo teatrale dal vivo, interpretato da quattro comici afroamericani: Cedric the Entertainer, Steve Harvey, D.L. Hughley e Bernie Mac, che riscosse un ottimo successo tra gli spettatori afroamericani.